# Giraudi
Pour les articles homonymes, voir Giraudi (homonymie).
Giraudi Group est un groupe implanté à Monaco qui possède différentes sociétés dans les secteurs d'activité suivants : commerce de viande, restauration et style de vie.

## Histoire
Initialement, Giraudi est une société d'import/export dans l'industrie de la viande. Fondé par Erminio Giraudi, un italien installé aux Pays-Bas, dans les années 1960,, le dirigeant a installé le siège social à Monaco au milieu des années 1970.
Par la suite, Riccardo Giraudi fait en sorte que la société s’oriente vers de nouveaux secteurs d’activité comme la restauration et les marques lifestyle.
Riccardo Giraudi né le 14 novembre 1975 à Gênes est le président-directeur général de la société Giraudi Group.

## Activités & sociétés

### Secteurs de la viande
Le groupe monégasque revendique être le premier exportateur de bœuf français, de veau hollandais tout en étant le leader européen dans l’importation de bœuf Black Angus américain sans hormones et de bœuf Black Angus australien,.
Depuis 2014, Giraudi est devenu un importateur de bœuf de Kobe, japonais certifié en Europe. En 2015, Giraudi a lancé ses propres gammes de viandes transformées : Gourmet Boutique Burgers, Kobe Kreations. Dans la gamme Kobe Kreations, Riccardo Giraudi a notamment créé le Jamon de Buey de Kobe, un jambon de bœuf de Kobe certifié japonais,.

### Restauration
L’activité liés à la viande ont donné naissance au premier restaurant Beefbar en 2005, à Monaco. Depuis, Beefbar est devenu une marque internationale avec des restaurants sur tous les continents,,,.
En 2017, Beefbar Hong Kong décroche sa première étoile au guide Michelin Hong Kong & Macau,,.
Beefbar fait partie de Monaco Restaurant Group, une division de Giraudi Group qui possède également des restaurants haut de gamme à Monaco (Zeffirino 1939, Cantinetta Antinori, Babek Kebab, Song Qi, Izakaya, Moshi Moshi, Grubers etc) et à l'étranger, ainsi qu'une plateforme de livraisons à domicile nommé Delovery[source secondaire souhaitée].
Riccardo Giraudi a également créé le Pantone Cafe,,.
En 2017, Riccardo Giraudi reprend le restaurant Anahi à Paris, dont la carte est maintenant signée Mauro Colagreco.
Giraudi Group possède, toutes activités confondues, approximativement 400 employés à Monaco, pour un total d'environ 1000 employés à travers le monde.

### Lifestyle
L'activité lifestyle de Giraudi se scinde en deux sociétés[source secondaire nécessaire] :
- Fashion Factory : depuis 2006, la société est spécialisée dans le déstockage de grandes marques de mode italiennes ;
- Miss Bibi : créée par Brigitte Giraudi, fille d'Erminio Giraudi et sœur de Riccardo Giraudi ; il s'agit d'une marque de bijoux et accessoires dont la première boutique a ouvert au Palais Royal à Paris.

## Quelques restaurants

### Europe
- Zeffirino 1939, Monaco [25]
- Anahi, avec un menu créé par Mauro Colagreco, Paris [26],[27],[1]
- Zeffirino 1939, Paris [28]
- Beefbar, Santorini [29]
- Beefbar Lou Pinet, Saint Tropez[30]
- Beefbar in the City, Malte [31]
- Beefbar Le Coucou, Meribel[32]
- Beefbar Astir Palace, Athènes [33]
- Beefbar, Milan [34]
- Le Petit Beefbar, Londres[35]
- Le Petit Beefbar, Edinburgh [36]
- Le Petit Beefbar, Nice[37]
- Le Petit Beefbar, Strasbourg [38]
- African Queen, Beaulieu-sur-Mer [39] en collaboration avec Patrick Gioannini et Philippe Schriqui

### Amérique
- Beefbar, New York[40]
- Beefbar, St Barth au sein de l'hôtel Barrière[41]
- Song Qi, Sao Paulo[42]

### Moyen-Orient & Afrique
- Beefbar, Dubai[43]
- Beefbar, Riyadh[44]